# Ecyrus lineicollis
Ecyrus lineicollis là một loài bọ cánh cứng trong họ Cerambycidae.